# Isar (rivier)
De Isar is een zijrivier van de Donau. De 295 km lange rivier ontspringt in Oostenrijk en passeert op weg naar het noorden de stad München. De rivier heeft een stroomgebied van circa 9000 km² en overbrugt een hoogteverschil van 848 meter.
De rivier ontspringt op 1200 meter hoogte in het Karwendelgebergte, op vijftien kilometer van Scharnitz in Tirol. Tot Scharnitz loopt ze door het Hinterautal. Vlak voorbij Scharnitz bevindt zich de voormalige grensvesting Porta Claudia, waar de Isar Duitsland binnenkomt.
Vanaf nu volgt haar loop een gletsjerdal en bij Mittenwald is de Isar reeds een serieuze rivier. De belangrijkste steden op het Duitse traject zijn Bad Tölz, München, Freising en Landshut. De monding in de Donau ligt bij Plattling.
De voornaamste zijrivieren van de Isar zijn de Loisach (rechts) en de Amper (links). De Isar is na de Inn de belangrijkste waterleverancier van de Donau op Duits grondgebied en de op drie na langste rivier van de deelstaat Beieren.
De Isar wordt sinds het begin van de 20e eeuw gebruikt ter opwekking van elektriciteit. Verder is de rivier grotendeels gekanaliseerd, ook om het risico op overstromingen te verminderen: de Isar voert in het voorjaar veel smeltwater uit de Alpen af. In München is de kanalisatie, waar ter plaatse al in 1806 aan begonnen was, tussen 2000 en 2011 over een lengte van acht kilometer weer ongedaan gemaakt. De rivier is behalve voor roeibootjes, kajaks en dergelijke niet bevaarbaar.
De lichamen van de personen die na de Processen van Neurenberg in 1946 terechtgesteld werden, werden gecremeerd en de as werd in de Isar uitgestrooid.

## Galerij

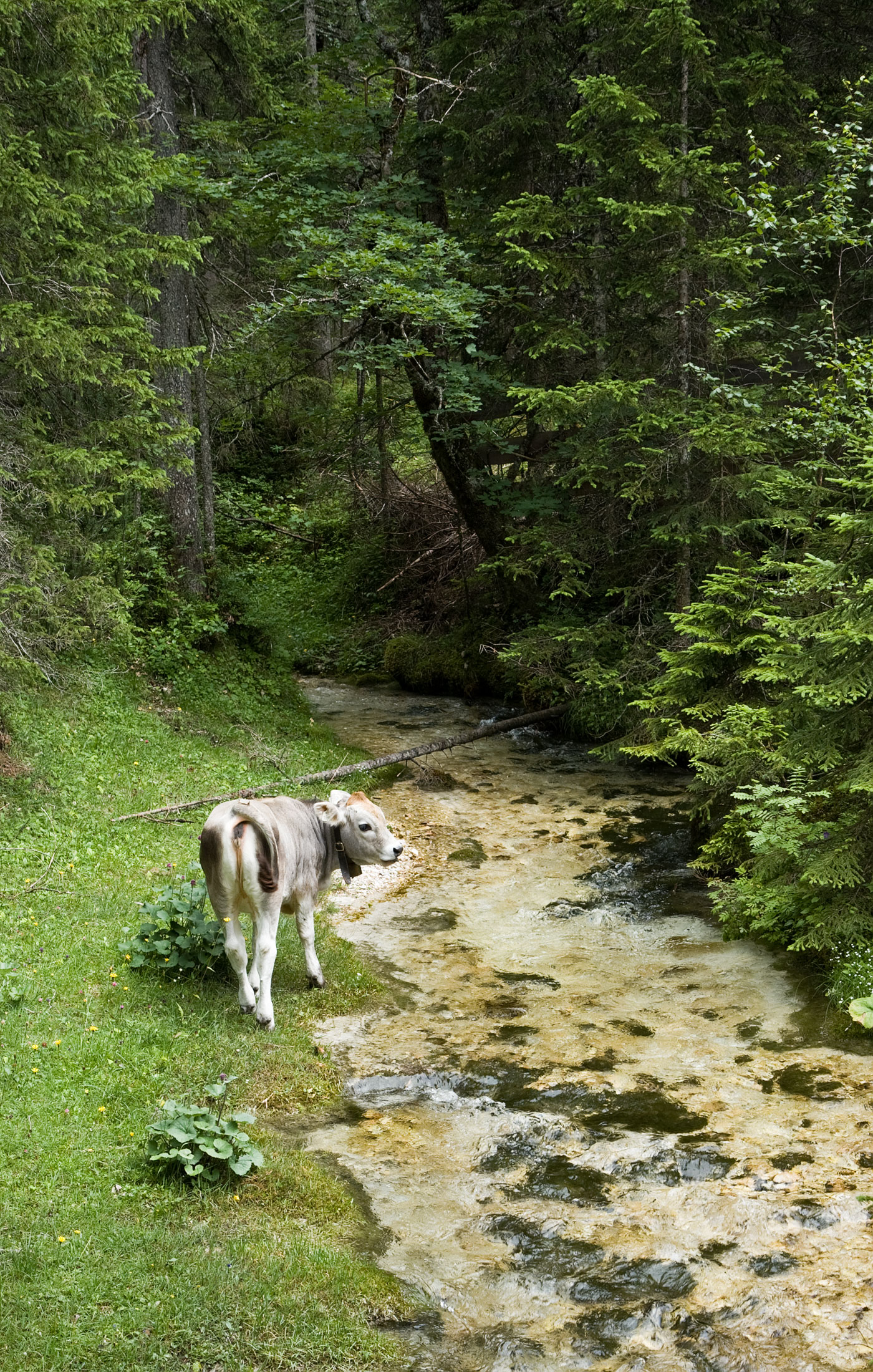
Oorsprong van de Isar bij Hinterautal
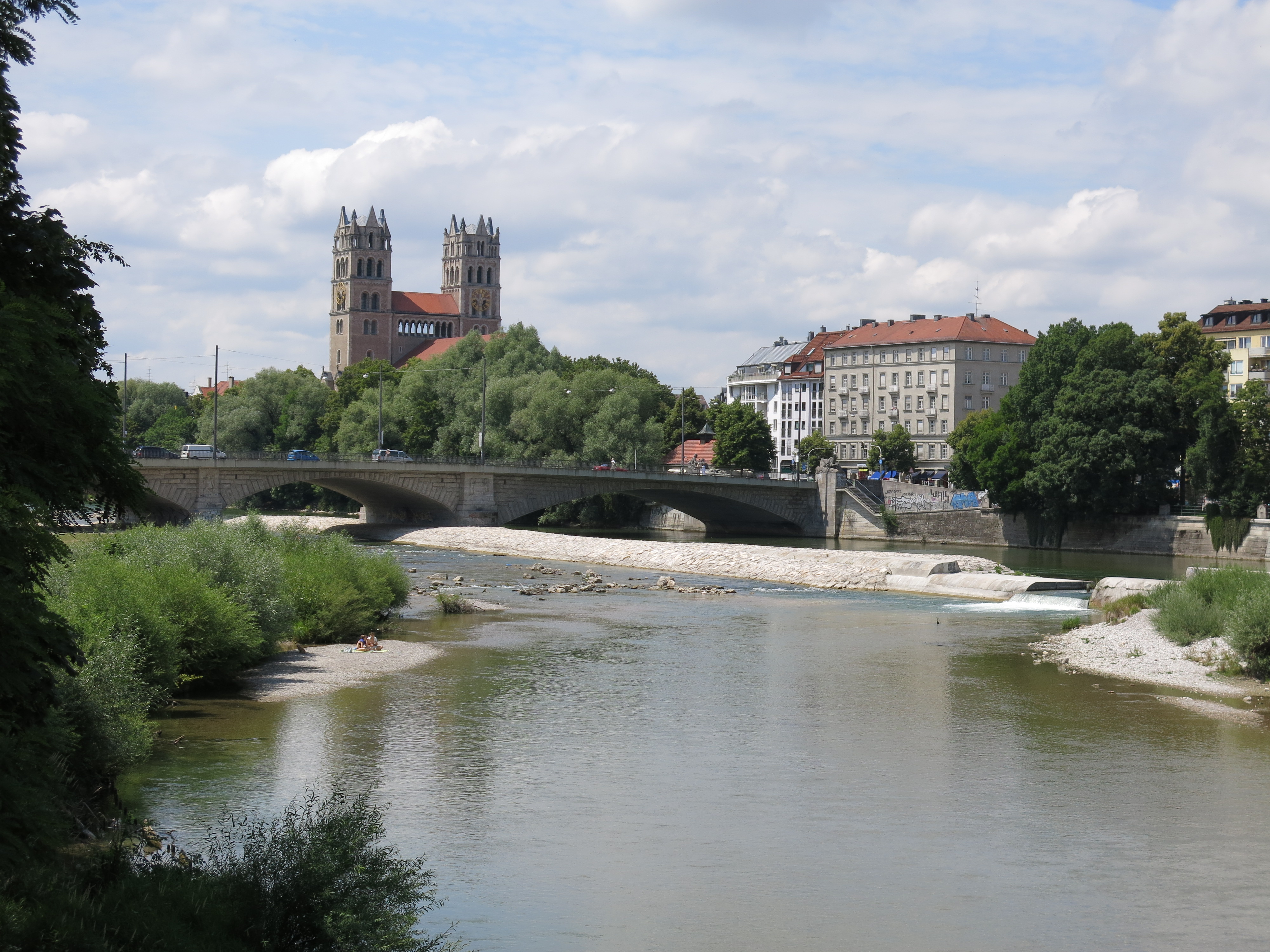
Isar in München
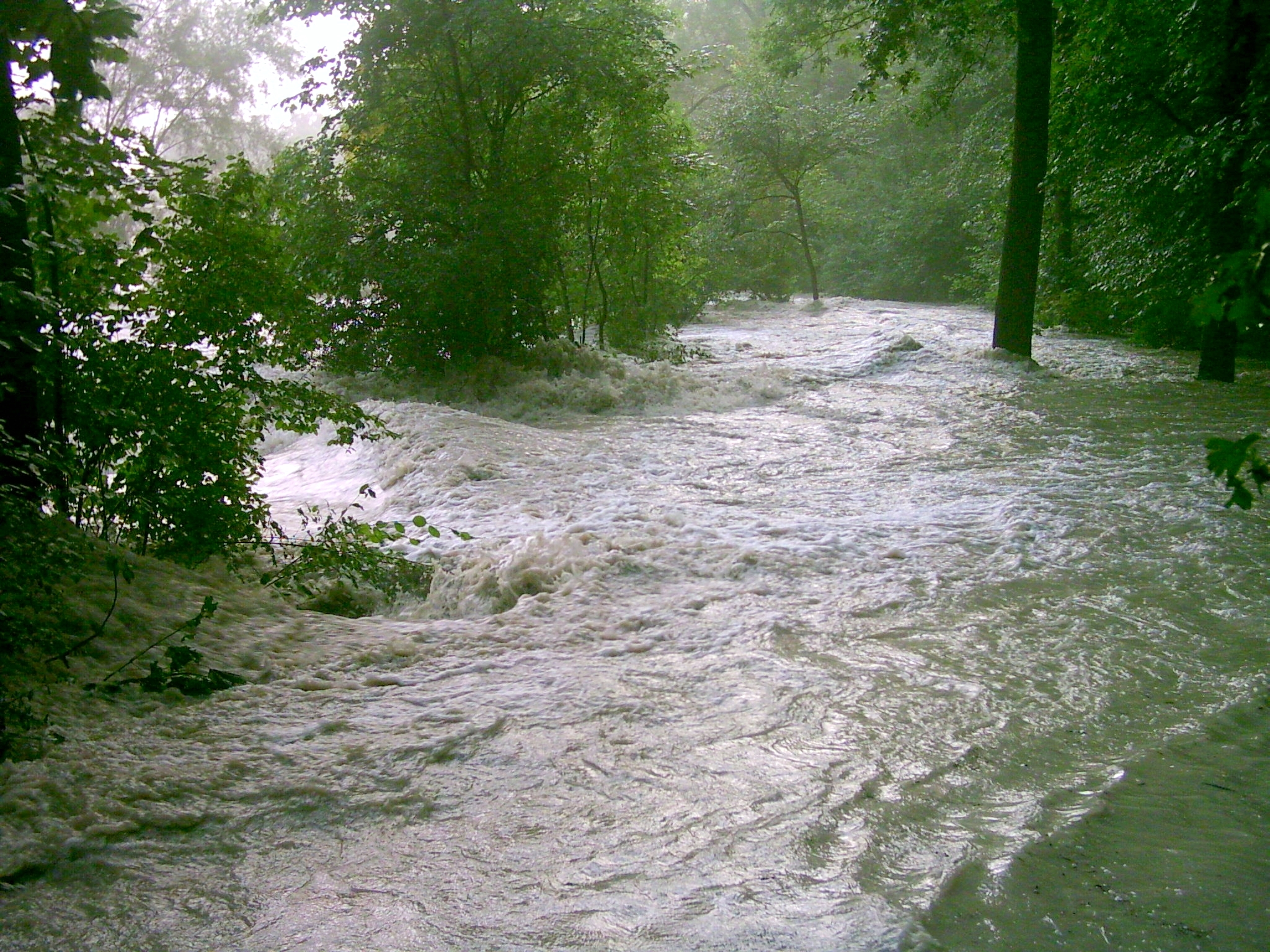
Overstroming van de Isar bij Flaucher
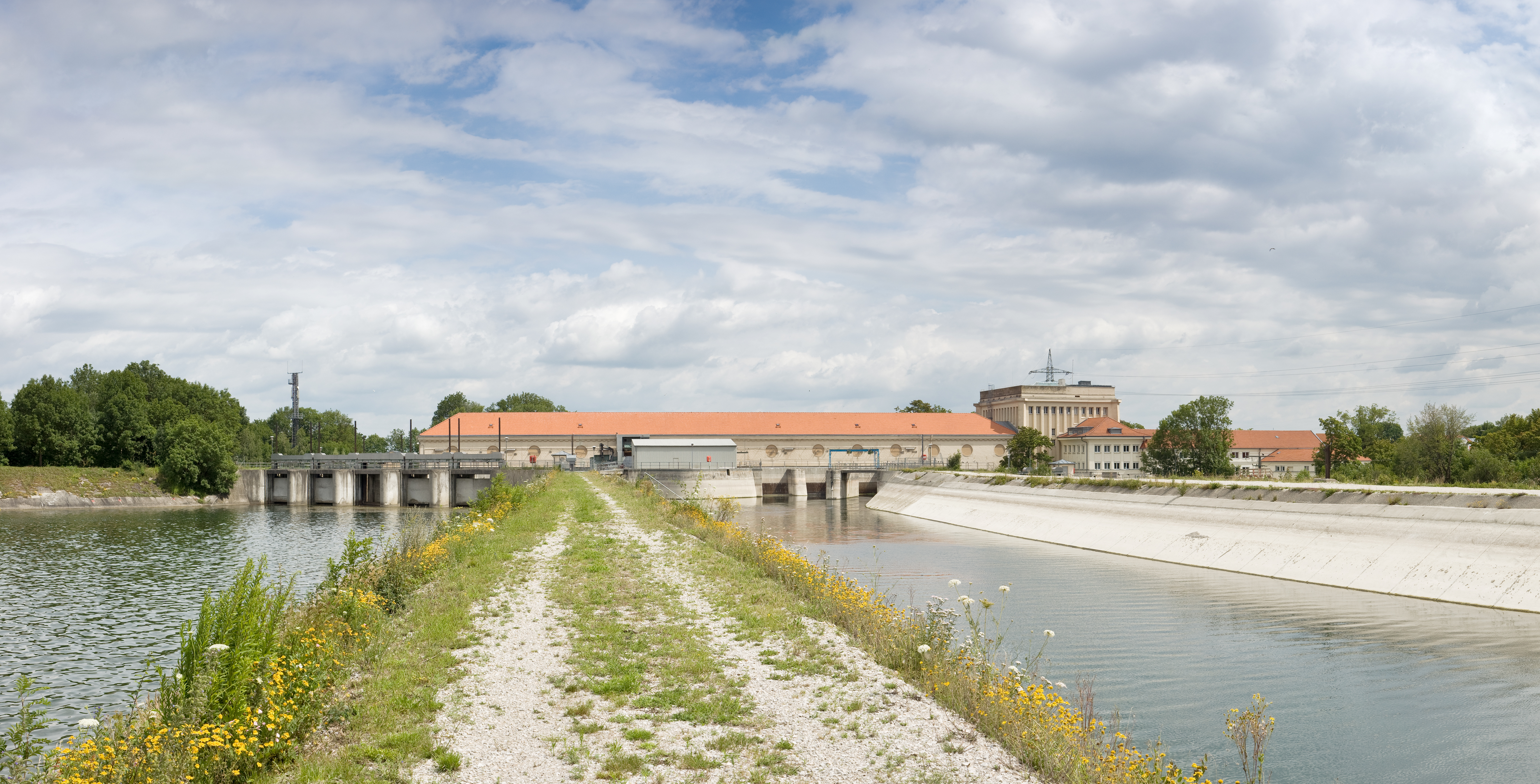
Waterkrachtcentrale Neufinsing
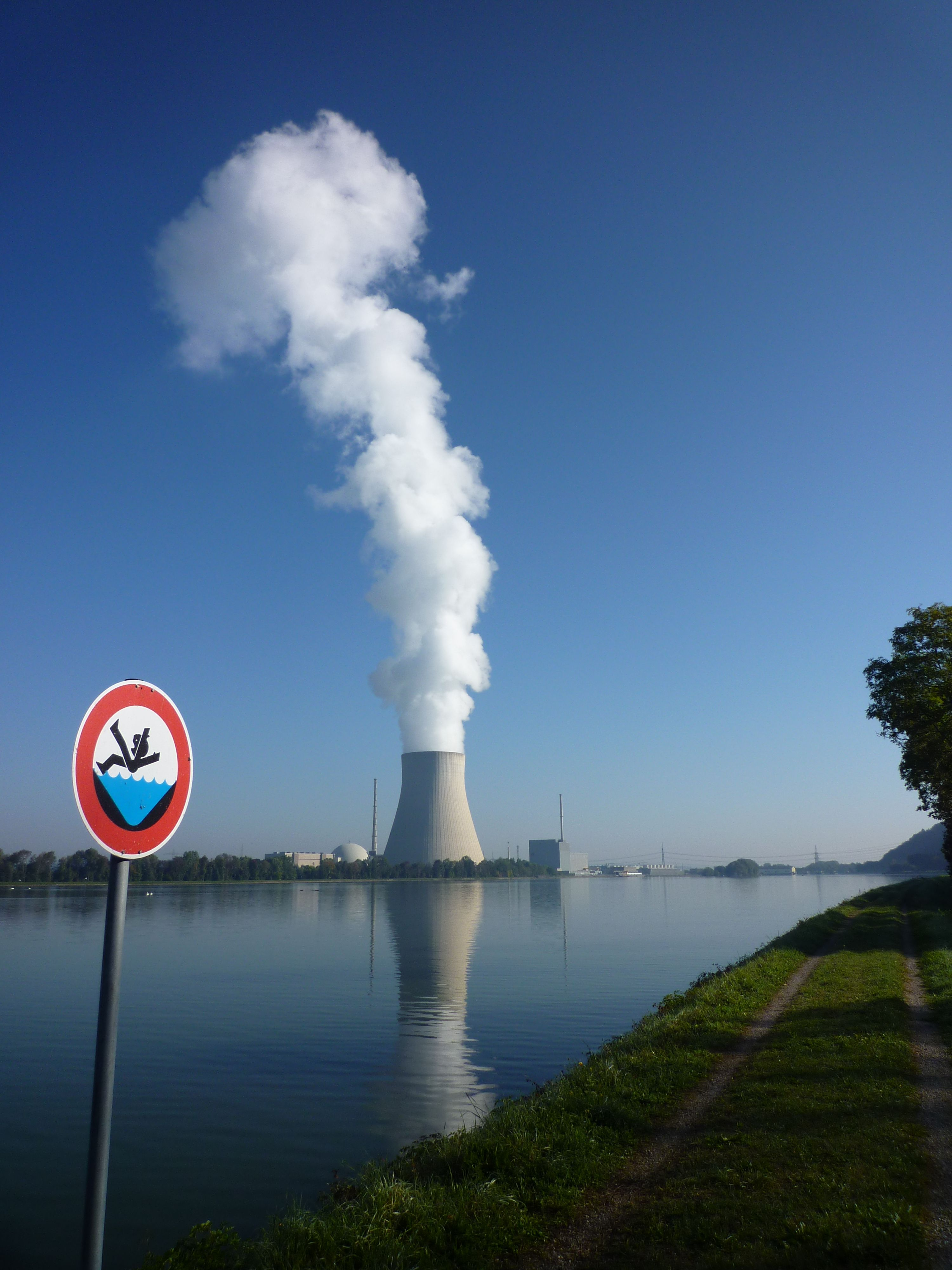
Kerncentrale Isar
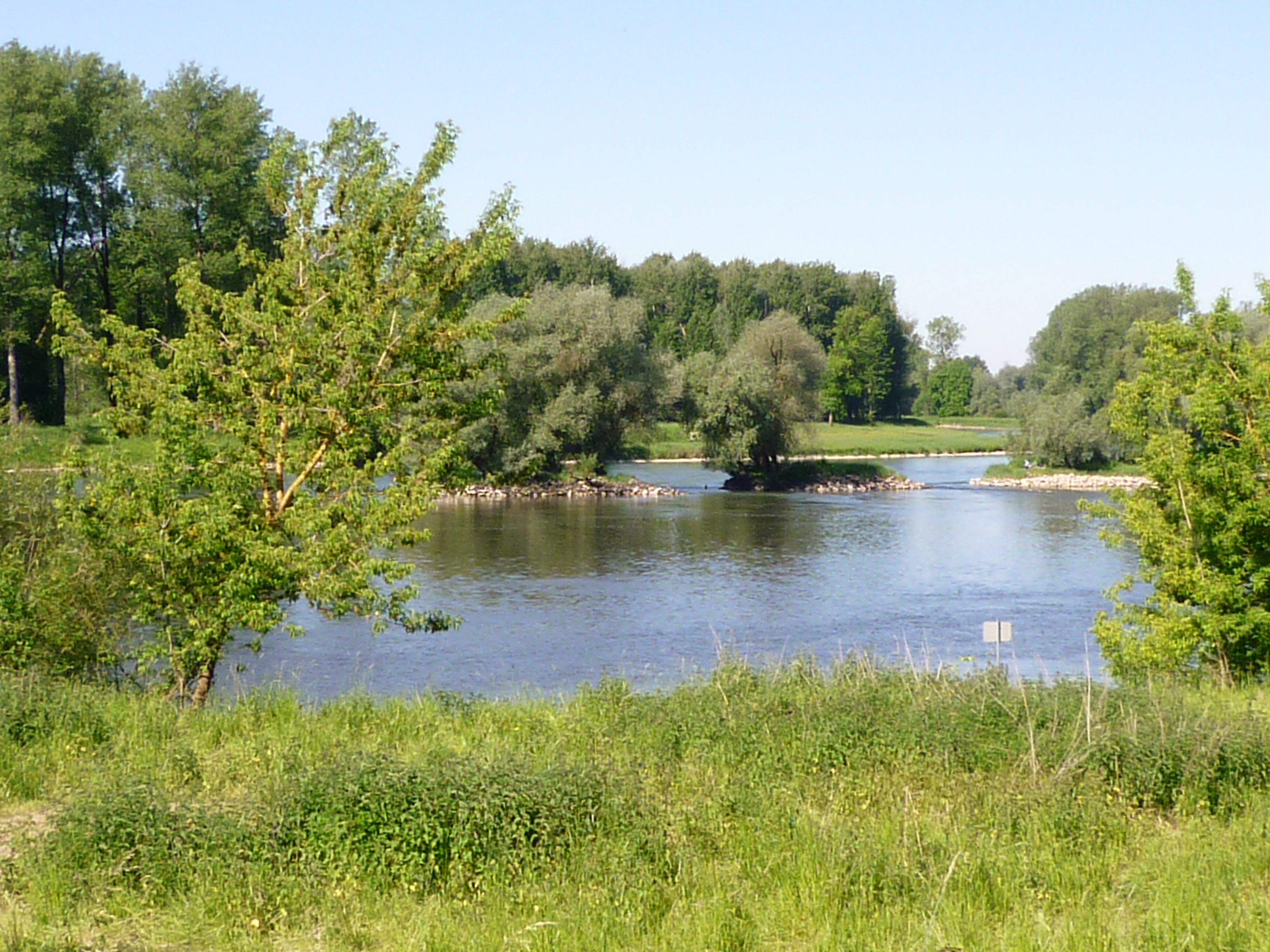
Isarmonding bij de Donau

- Gemeinsame Normdatei: 4027707-0
- Nationale Bibliotheek van Tsjechië: ge766587
- Nationale Bibliotheek van Israël: 987007563058305171
- Virtual International Authority File: 56144648311888687211
- WorldCat: E39PBJrWxyQ4FWhF8MYtW9hbVC